# Свети Атанасий (Вертискос)
Вижте пояснителната страница за други значения на Свети Атанасий.
„Свети Атанасий“ (на гръцки: Αγίου Αθανασίου) е възрожденска църква в лъгадинското село Вертискос (Берово), Гърция, част от Лъгадинската, Литийска и Рендинска епархия.
Църквата е изградена в XVIII век. Храмът е еднокорабна базилика с дървен покрив и трем. Във вътрешността са запазени ценни стенописи.
В 1997 година църквата е обявена за паметник на културата.